# FA Community Shield 2005
Lo FA Community Shield 2005 si è disputato domenica 7 agosto 2005 al Millennium Stadium di Cardiff.
La sfida ha visto contrapporsi il Chelsea, campione d'Inghilterra in carica, e l'Arsenal, detentore dell'ultima FA Cup.
A conquistare il trofeo è stato il Chelsea, che si è imposto per 2-1 grazie ad una doppietta di Didier Drogba.

## Partecipanti
| Squadre | Qualificazione                              | Partecipazioni precedenti (il grassetto indica la vittoria)                                                     |
| ------- | ------------------------------------------- | --- |
| Chelsea | Vincitore della FA Premier League 2004-2005 | 4 (1955, 1970, 1997, 2000)                                                                                      |
| Arsenal | Vincitore della FA Cup 2004-2005            | 18 (1930, 1931, 1933, 1934, 1935, 1936, 1938, 1948, 1953, 1979, 1989, 1991, 1993, 1998, 1999, 2002, 2003, 2004) |

## Tabellino
| Arbitro: | Howard Webb |

|              |           |               |
| Fàbregas 64’ | Marcatori | 8’ 58’ Drogba |

| Arsenal | Chelsea |

### Formazioni
| Arsenal:        |    |                    |     |     |
|                 |    |                    |     |     |
| P               | 1  | Jens Lehmann       |     |     |
| D               | 12 | Lauren             |     | 78’ |
| D               | 28 | Kolo Touré         |     |     |
| D               | 20 | Philippe Senderos  |     | 72’ |
| D               | 3  | Ashley Cole        |     |     |
| C               | 8  | Fredrik Ljungberg  |     | 72’ |
| C               | 15 | Cesc Fàbregas      | 24’ |     |
| C               | 16 | Mathieu Flamini    |     | 46’ |
| C               | 7  | Robert Pirès       |     | 46’ |
| A               | 10 | Dennis Bergkamp    |     | 46’ |
| A               | 14 | Thierry Henry (c)  |     |     |
| A disposizione: |    |                    |     |     |
| P               | 39 | Mark Howard        |     |     |
| D               | 18 | Pascal Cygan       |     | 72’ |
| D               | 31 | Justin Hoyte       |     | 78’ |
| C               | 13 | Aljaksandr Hleb    |     | 46’ |
| C               | 19 | Gilberto Silva     |     | 46’ |
| A               | 9  | José Antonio Reyes |     | 72’ |
| A               | 11 | Robin van Persie   |     | 46’ |
| Allenatore:     |    |                    |     |     |
| Arsène Wenger   |    |                    |     |     |

| Chelsea:        |    |                       |             |     |
|                 |    |                       |             |     |
| P               | 1  | Petr Čech             |             |     |
| D               | 20 | Paulo Ferreira        |             |     |
| D               | 13 | William Gallas        |             |     |
| D               | 26 | John Terry (c)        |             |     |
| D               | 3  | Asier del Horno       |             |     |
| C               | 4  | Claude Makélélé       | 24’         |     |
| C               | 16 | Arjen Robben          |             | 69’ |
| C               | 11 | Damien Duff           |             | 74’ |
| C               | 8  | Frank Lampard         | Ammonizione | 90’ |
| A               | 22 | Eiður Guðjohnsen      |             | 59’ |
| A               | 15 | Didier Drogba         |             | 59’ |
| A disposizione: |    |                       |             |     |
| P               | 23 | Carlo Cudicini        |             |     |
| D               | 6  | Ricardo Carvalho      |             |     |
| C               | 10 | Joe Cole              |             | 74’ |
| C               | 14 | Geremi                |             | 90’ |
| C               | 24 | Shaun Wright-Phillips |             | 69’ |
| C               | 30 | Tiago                 |             | 59’ |
| A               | 9  | Hernán Crespo         |             | 59’ |
| Allenatore:     |    |                       |             |     |
| José Mourinho   |    |                       |             |     |